# Ixia
Ixia L. è un genere di piante monocotiledoni della famiglia delle Iridacee, originario del Sudafrica.

## Descrizione
Comprende specie erbacee bulbose, caratterizzate da piccoli bulbi depressi, foglie distiche, ensiformi, spesso arcuate, lunghe fino a 20 cm: i fiori sono riuniti in racemi di quattro o sei, di vario colore.
Le più coltivate sono: I. maculata  dai piccoli cormi schiacciati, con fioritura primaverile in spighe colorate d'arancio, bianco, rosa e bronzo; I. flexuosa, ritenuta da alcuni autori una varietà di I. polystachya (= I. leucantha) con fioritura di colore lilla o viola-rossasastro, con una macchia nera alla base;I. viridflora con eleganti corolle stellari, di vari colori riunite in spighe che fioriscono in maggio-giugno.

## Tassonomia
Il genere Ixia comprende le seguenti specie:
- Ixia abbreviata Houtt.
- Ixia acaulis Goldblatt & J.C.Manning
- Ixia alata Goldblatt & J.C.Manning
- Ixia alticola Goldblatt & J.C.Manning
- Ixia altissima Goldblatt & J.C.Manning
- Ixia angelae Goldblatt & J.C.Manning
- Ixia atrandra Goldblatt & J.C.Manning
- Ixia aurea J.C.Manning & Goldblatt
- Ixia bellendenii R.C.Foster
- Ixia bifolia Goldblatt & J.C.Manning
- Ixia brevituba G.J.Lewis
- Ixia brunneobractea G.J.Lewis
- Ixia calendulacea Goldblatt & J.C.Manning
- Ixia campanulata Houtt.
- Ixia capillaris L.f.
- Ixia cedarmontana Goldblatt & J.C.Manning
- Ixia cochlearis G.J.Lewis
- Ixia collina Goldblatt & Snijman
- Ixia confusa (G.J.Lewis) Goldblatt & J.C.Manning
- Ixia contorta Goldblatt & J.C.Manning
- Ixia curta Andrews
- Ixia curvata G.J.Lewis
- Ixia dieramoides Goldblatt & J.C.Manning
- Ixia divaricata Goldblatt & J.C.Manning
- Ixia dolichsiphon Goldblatt & J.C.Manning
- Ixia dubia Vent.
- Ixia ecklonii Goldblatt & J.C.Manning
- Ixia erubescens Goldblatt
- Ixia esterhuyseniae M.P.de Vos
- Ixia exiliflora Goldblatt & J.C.Manning
- Ixia flagellaris Goldblatt & J.C.Manning
- Ixia flexuosa L.
- Ixia fucata Ker Gawl.
- Ixia fuscocitrina Desf. ex Redouté
- Ixia gloriosa G.J.Lewis
- Ixia helmei Goldblatt & J.C.Manning
- Ixia lacerata Goldblatt & J.C.Manning
- Ixia latifolia D.Delaroche
- Ixia leipoldtii G.J.Lewis
- Ixia leucantha Jacq.
- Ixia linderi Goldblatt & J.C.Manning
- Ixia linearifolia Goldblatt & J.C.Manning
- Ixia longistylis (M.P.de Vos) Goldblatt & J.C.Manning
- Ixia longituba N.E.Br.
- Ixia macrocarpa Goldblatt & J.C.Manning
- Ixia maculata L.
- Ixia marginifolia G.J.Lewis
- Ixia metelerkampiae L.Bolus
- Ixia micrandra Baker
- Ixia minor (G.J.Lewis) Goldblatt & J.C.Manning
- Ixia mollis Goldblatt & J.C.Manning
- Ixia monadelpha D.Delaroche
- Ixia monticola Goldblatt & J.C.Manning
- Ixia mostertii M.P.de Vos
- Ixia namaquana L.Bolus
- Ixia nutans Goldblatt & J.C.Manning
- Ixia odorata Ker Gawl.
- Ixia orientalis L.Bolus
- Ixia oxalidiflora Goldblatt & J.C.Manning
- Ixia paniculata D.Delaroche
- Ixia parva Goldblatt & J.C.Manning
- Ixia patens Aiton
- Ixia pauciflora G.J.Lewis
- Ixia paucifolia G.J.Lewis
- Ixia pavonia Goldblatt & J.C.Manning
- Ixia polystachya L.
- Ixia pumilio Goldblatt & Snijman
- Ixia purpureorosea G.J.Lewis
- Ixia ramulosa (G.J.Lewis) Goldblatt & J.C.Manning
- Ixia rapunculoides Redouté
- Ixia reclinata Goldblatt & J.C.Manning
- Ixia recondita  Goldblatt & J.C.Manning
- Ixia rigida  Goldblatt & J.C.Manning
- Ixia rivulicola Goldblatt & J.C.Manning
- Ixia robusta (G.J.Lewis) Goldblatt & J.C.Manning
- Ixia roseoalba  Goldblatt & J.C.Manning
- Ixia rouxii G.J.Lewis
- Ixia sarmentosa Goldblatt & J.C.Manning
- Ixia saundersiana Goldblatt & J.C.Manning
- Ixia scillaris L.
- Ixia seracina Goldblatt & J.C.Manning
- Ixia simulans  Goldblatt & J.C.Manning
- Ixia sobolifera  Goldblatt & J.C.Manning
- Ixia splendida G.J.Lewis
- Ixia stenophylla  Goldblatt & J.C.Manning
- Ixia stohriae L.Bolus
- Ixia stolonifera G.J.Lewis
- Ixia stricta (Eckl. ex Klatt) G.J.Lewis
- Ixia superba J.C.Manning & Goldblatt
- Ixia tenuifolia Vahl
- Ixia tenuis  Goldblatt & J.C.Manning
- Ixia teretifolia Goldblatt & J.C.Manning
- Ixia thomasiae Goldblatt
- Ixia trifolia G.J.Lewis
- Ixia trinervata (Baker) G.J.Lewis
- Ixia vanzijliae L.Bolus
- Ixia versicolor G.J.Lewis
- Ixia vinacea G.J.Lewis
- Ixia viridiflora Lam.

## Coltivazione
Pianta poco rustica, con esigenze colturali simili alla Freesia richiede esposizione soleggiata, terreno ricco, soffice e ben drenato, è da preferire la coltivazione in vaso anche nelle zone a clima mite, le annaffiature non devono essere eccessive.
La moltiplicazione avviene, con difficoltà, per interramento, dei poco prolifici cormi, a fine estate.

## Usi
Industrialmente vengono coltivate per la produzione precoce del fiore reciso, commercializzati in mazzetti, poco utilizzata nei giardini essendo preferibile la coltivazione in vaso per proteggere le piante dal gelo e dall'umidità eccessiva.